# Turnia z Krokiem
Turnia z Krokiem – skała w Dolinie Kobylańskiej na Wyżynie Olkuskiej w gminie Zabierzów, w powiecie krakowskim, w województwie małopolskim. Znajduje się w dolnej części orograficznie prawych zboczy doliny, pomiędzy Szarą Płytą i Zjazdową Turnia, a poniżej Wysokiej Płyty.
Dolina Kobylańska jest jednym z bardziej popularnych terenów wspinaczki skalnej. Skały posiadają dobrą asekurację. Zbudowana z wapieni Turnia z Krokiem znajduje się na terenie otwartym. Ma wysokość 15–20 m i połogie, pionowe lub przewieszone ściany. Są w nich takie formacje skalne jak filar, komin i zacięcie. Przez wspinaczy skalnych zaliczana jest do Grupy Zjazdowej Turni. Wspinacze poprowadzili na niej 24 drogi wspinaczkowe o trudności III – VI.5 w skali Kurtyki i wystawie północnej, północno-wschodniej, wschodniej, południowo-wschodniej, południowej, południowo-zachodniej. Jest też jeden projekt. Niemal wszystkie drogi mają zamontowane punkty asekuracyjne: ringi (r), stanowisko zjazdowe (st) lub ring zjazdowy (rz).

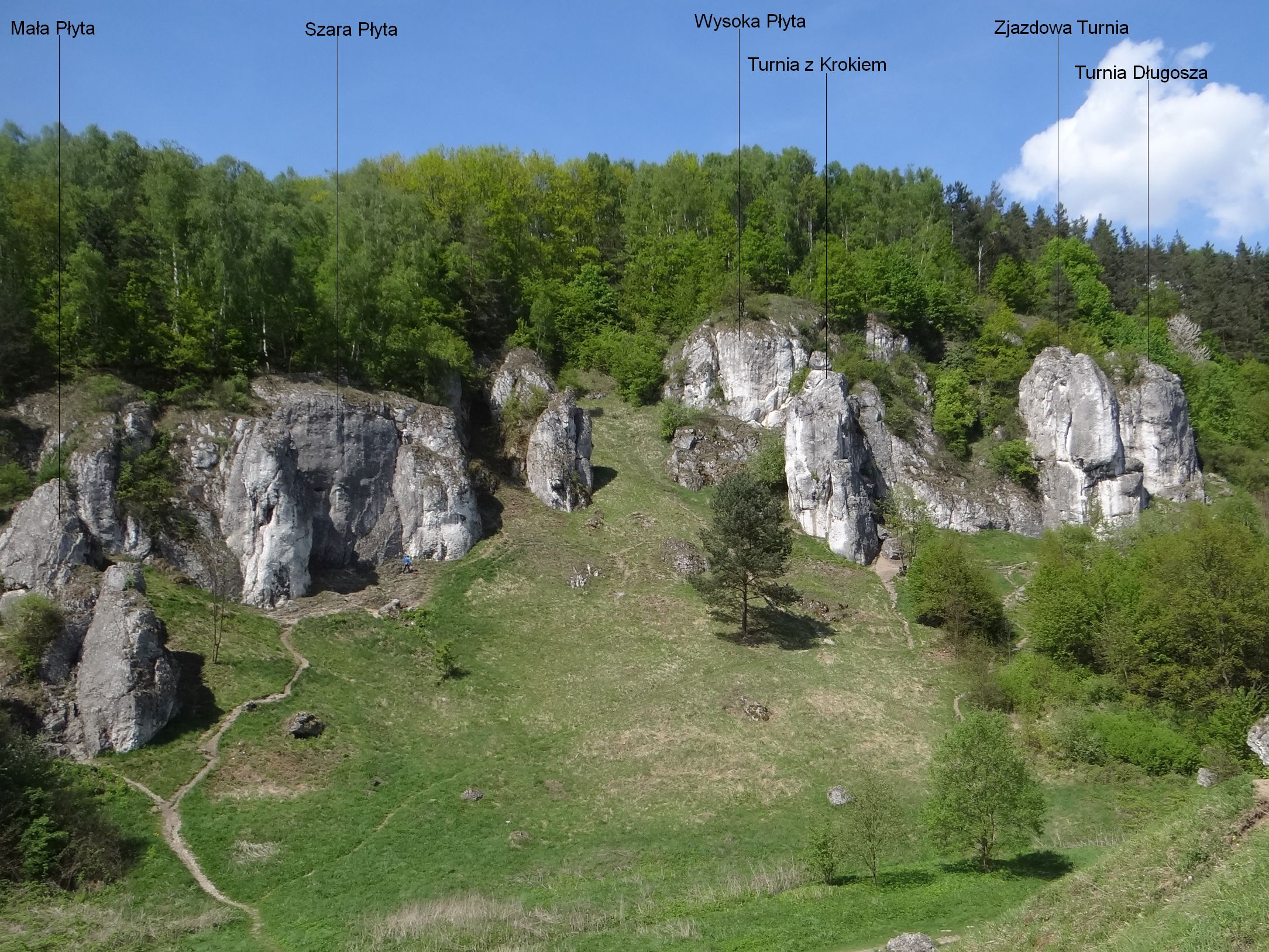
Położenie
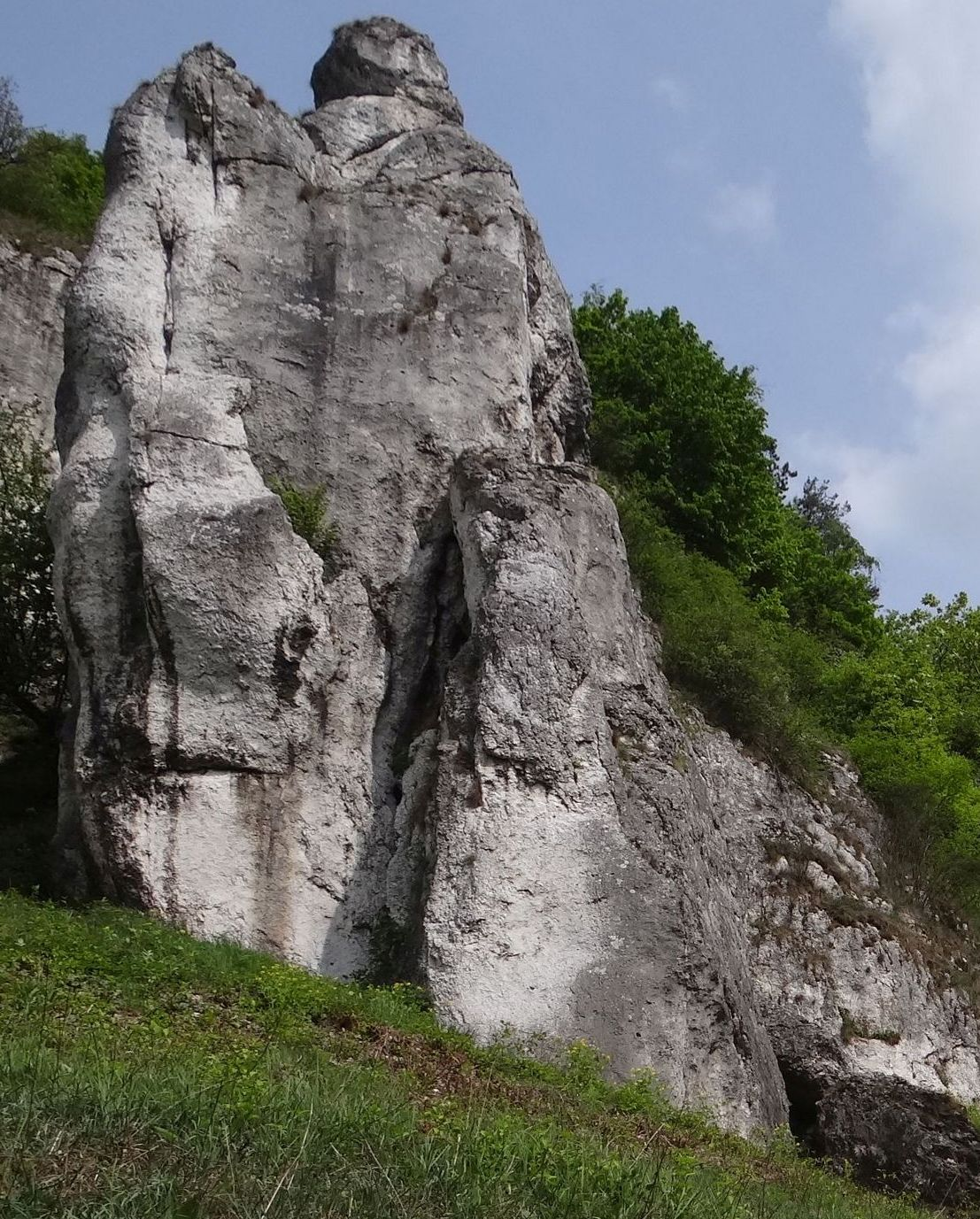
Turnia z Krokiem od zachodu
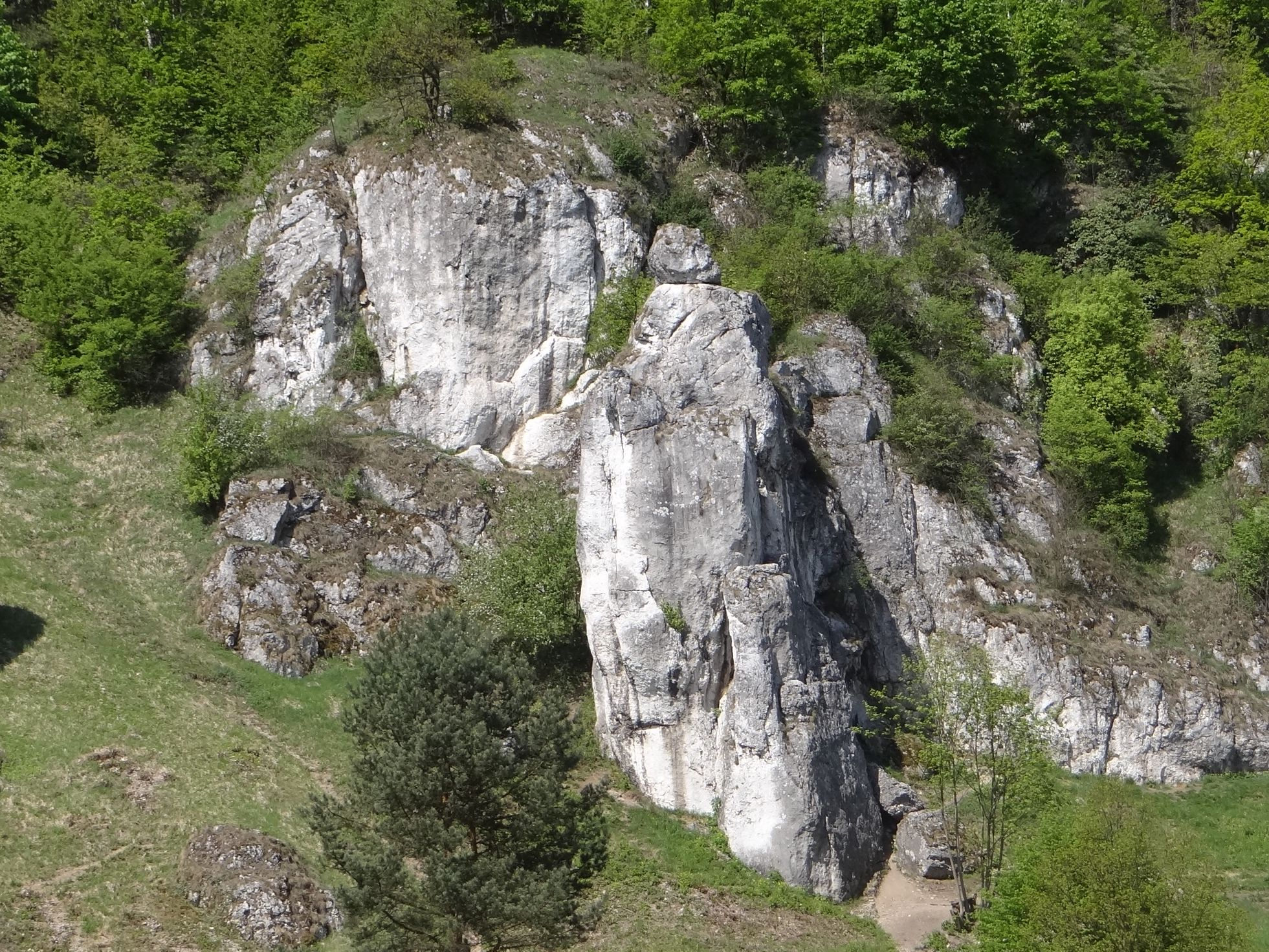
Wysoka Płyta i Turnia z Krokiem
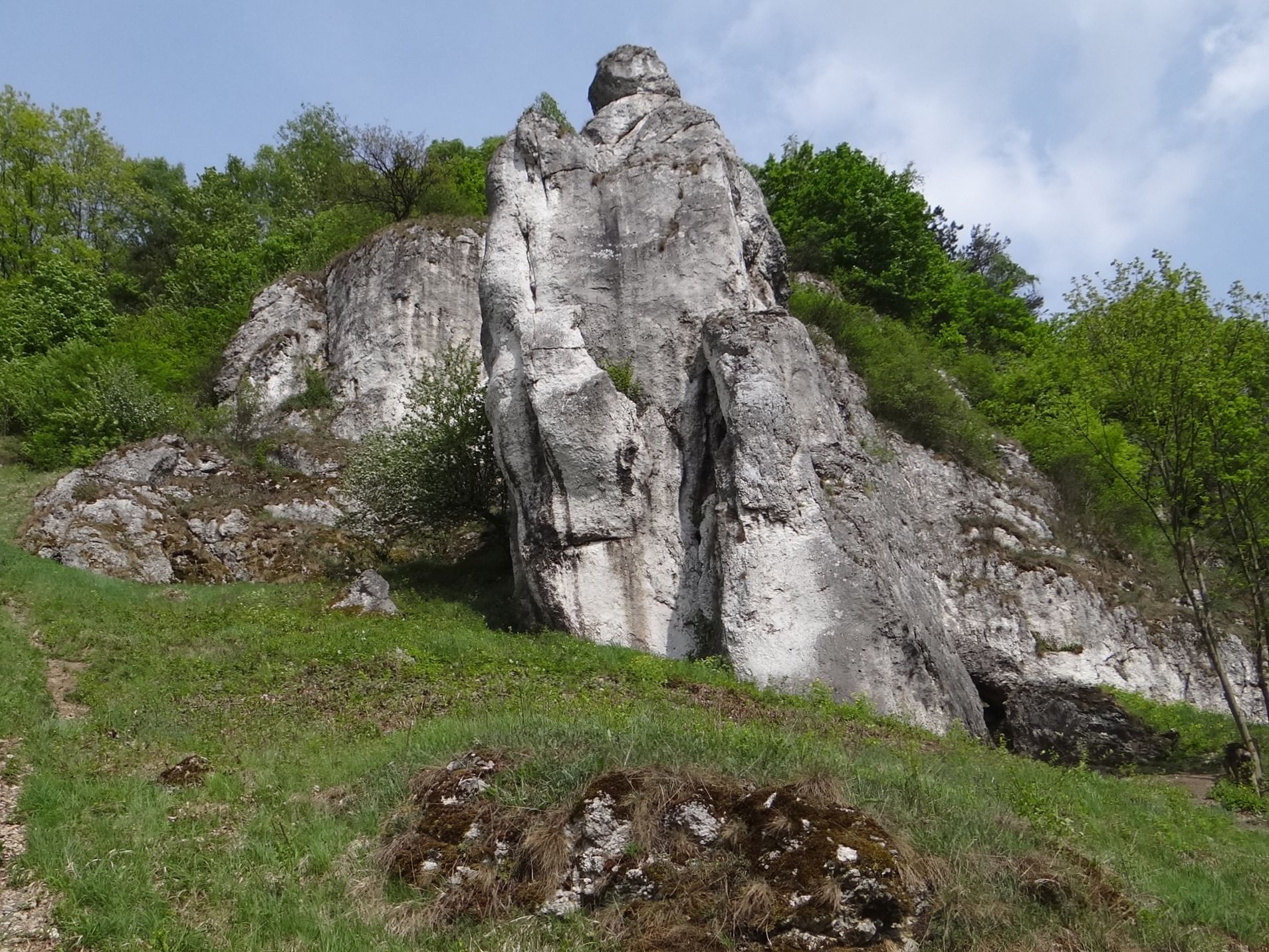
Wysoka Płyta i Turnia z Krokiem

## Drogi wspinaczkowe
1. Rin Tin Tin; VI.2, 5r + st, 14 m
2. Zimny nosek; 6r + st, 14 m
3. Komin Koguta; VI.2+, V+, 14 m
4. Podróże z Ta-Tourem; VI.5, 3r + st, 12 m
5. Krzyk murzyna; VI.5, 5r + st, 12 m
6. Komin z krokiem od południa; IV, 12 m
7. Rysa z Olkusza; VI.1, 5r + st, 12 m
8. Ryski Kaskaderów; VI.1+, 7r + st, 13 m
9. Zmierzch bogów; VI.4/4+, 5r + st, 13 m
10. Projekt; 4r + rz
11. Rampa Kaskaderów; VI.1+, 6r + st, 16 m
12. Złote ringi; VI.3+/4, 7r, 15 m
13. Inseminator; VI.3+, 6r, 16 m
14. Kruchy kominek; III,
15. Filarek z krokiem; 10r + 2st,
16. Ścianka z ryską; IV+, 11r + 2st, 20 m
17. Wariant komina z krokiem; III+, 7r
18. Komin z krokiem od północy; IV+, 3r + rz, 14 m
19. 300 dni w Compakcie; VI.1, 7r + st, 17 m
20. Pajęczyna;VI, 9r + st, 20 m
21. Czarna przewieszka; V+, 17 m
22. Dziadek się wspina; VI. 8r + st, 18 m
23. Chce sok!; VI, 7r + st, 18 m
24. Zakończenie sezonu; VI, 7r + st, 17 m
25. Zaduszna; IV, 6r + st, 12 m[3].